# Richard 2. af England
Richard 2. (6. januar 1367 – 14. februar 1400) var konge af England fra 22. juni 1377 til 29. september 1399, da han blev styrtet af Henry Bolingbroke. Han var anden søn af Edvard, den sorte prins, og Johanne af Kent og blev tronarving, da hans ældre bror døde som barn.

## Liv
Han blev født på Helligtrekongersdag, og tre konger var til stede, da han blev født. Det blev, selv om han kun var fyrsten af Wales' anden søn, taget som tegn på, at store ting ventede ham. Da hans ældre bror døde tidligt, og hans far døde i 1376, blev han arving til den engelske trone og fik titlen fyrste af Wales. Året efter døde hans bedstefar Edvard III, og han blev konge ti år gammel.